# Nhạc Dương, Hồ Nam
Nhạc Dương (giản thể: 岳阳; phồn thể: 岳陽; bính âm: Yuèyáng; Wade–Giles: Yüeh-yang; là một địa cấp thị ở tỉnh Hồ Nam của Cộng hòa Nhân dân Trung Hoa, bên bờ hồ Động Đình.
Nhạc Dương có diện tích 5799 dặm vuông, diện tích khu vực thành thị là 318 dặm vuông. Dân số Nhạc Dương là 5.1 triệu người.
Thành phố có Nhạc Dương lầu (岳阳楼 Yuèyánglóu) nổi tiếng.

## Đơn vị hành chính

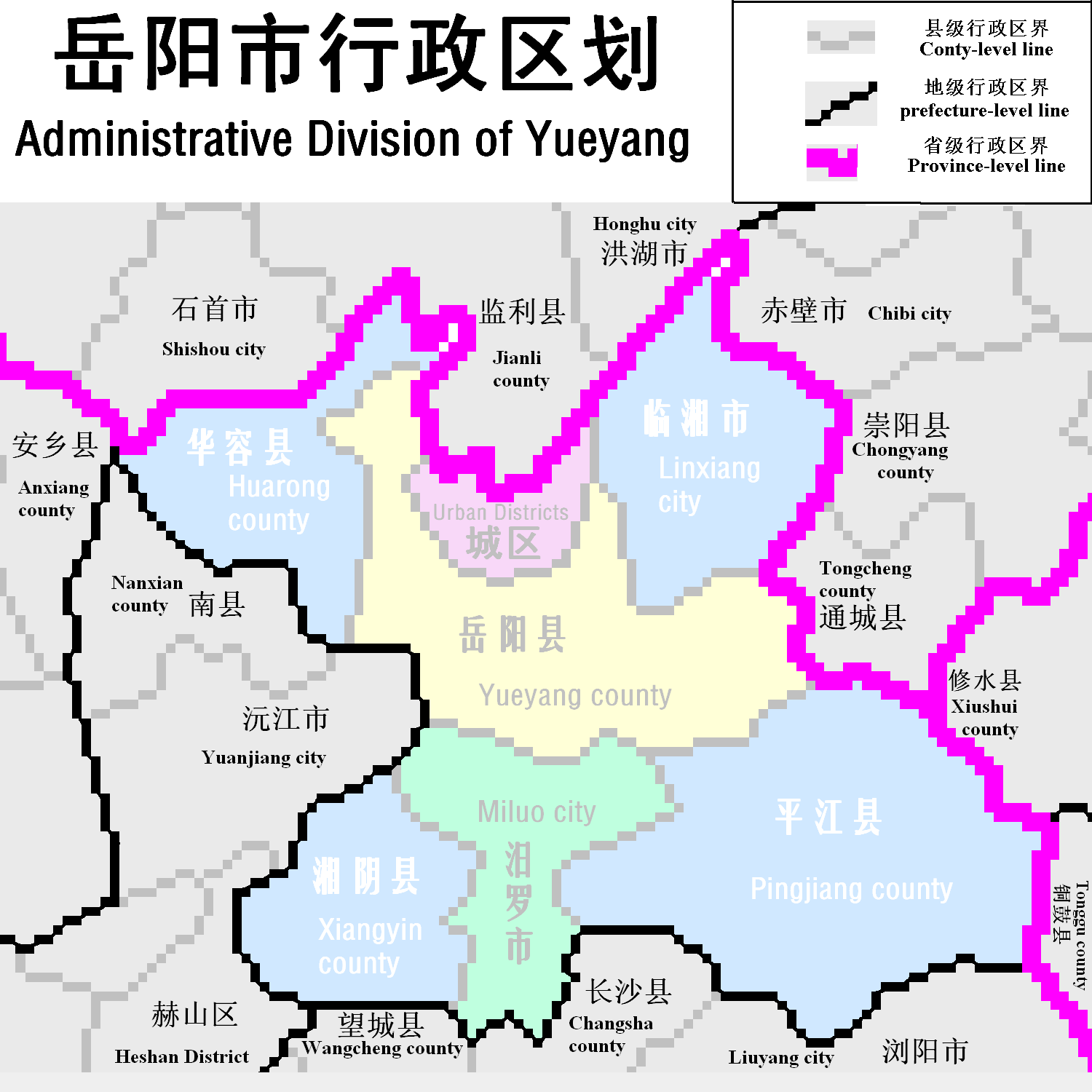
Phân chia đơn vị hành chính Nhạc Dương

Nhạc Dương có 4 huyện: Nhạc Dương, Bình Giang, Hoa Dung, Tương Âm; 2 thành phố cấp huyện: Mịch La, Lâm Tương; và 3 thị hạt khu: Nhạc Dương Lâu, Vân Khê, Quân Sơn.

## Lịch sử
Khu vực ngày nay là Nhạc Dương đã có dân cư từ cách đây 3000 năm. Nó là một châu gọi là Hán Xương năm 210 trước CN.

## Phong cảnh

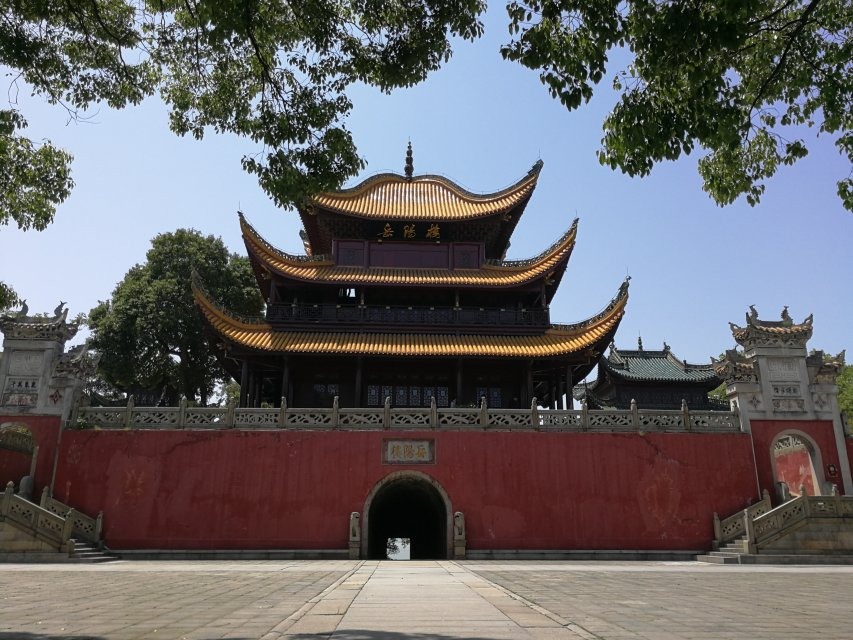
Nhạc Dương lâu